# マニラ・ライトレール・トランジット・システム

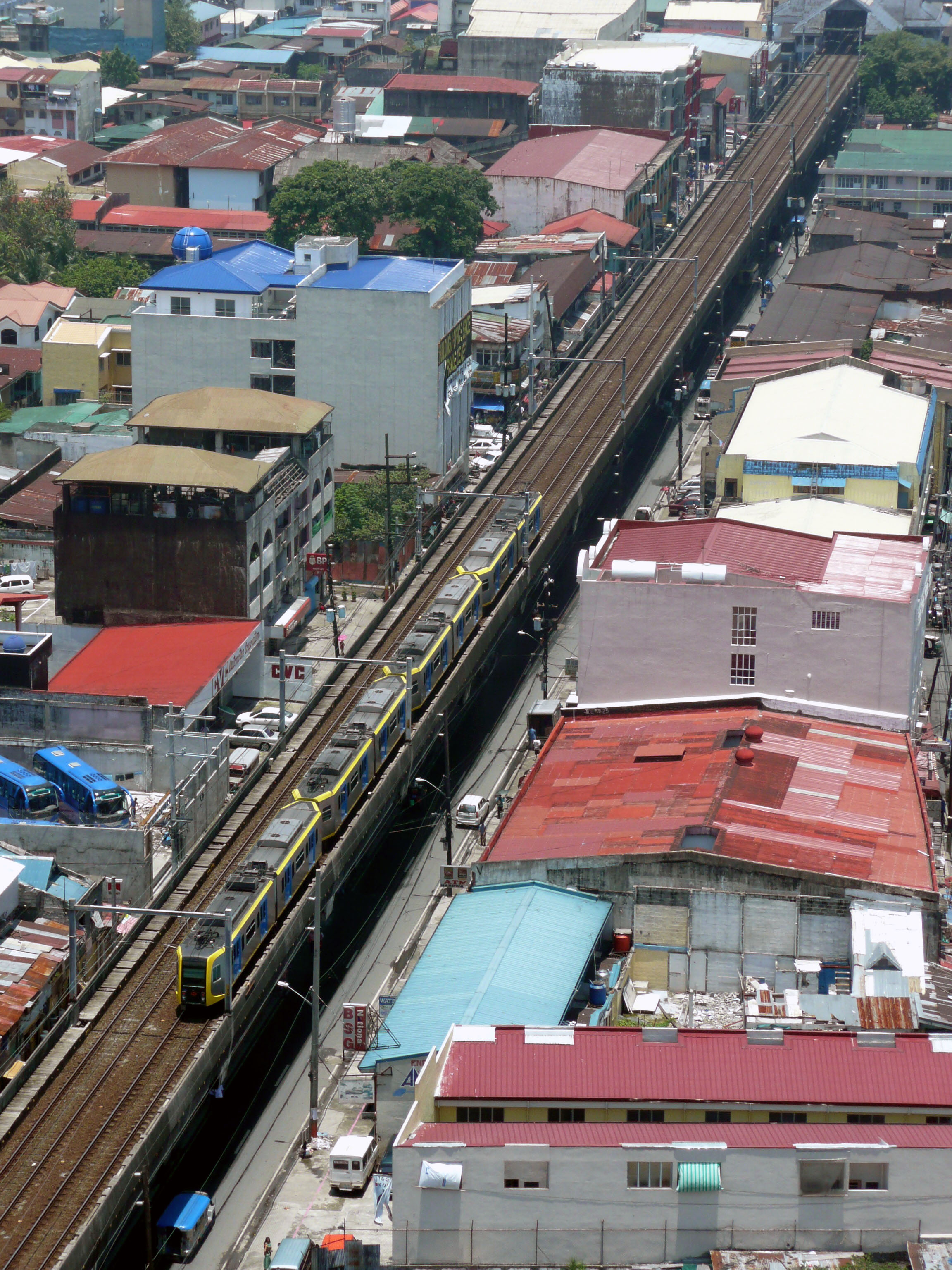
バクララン方面へ向かうライトレール

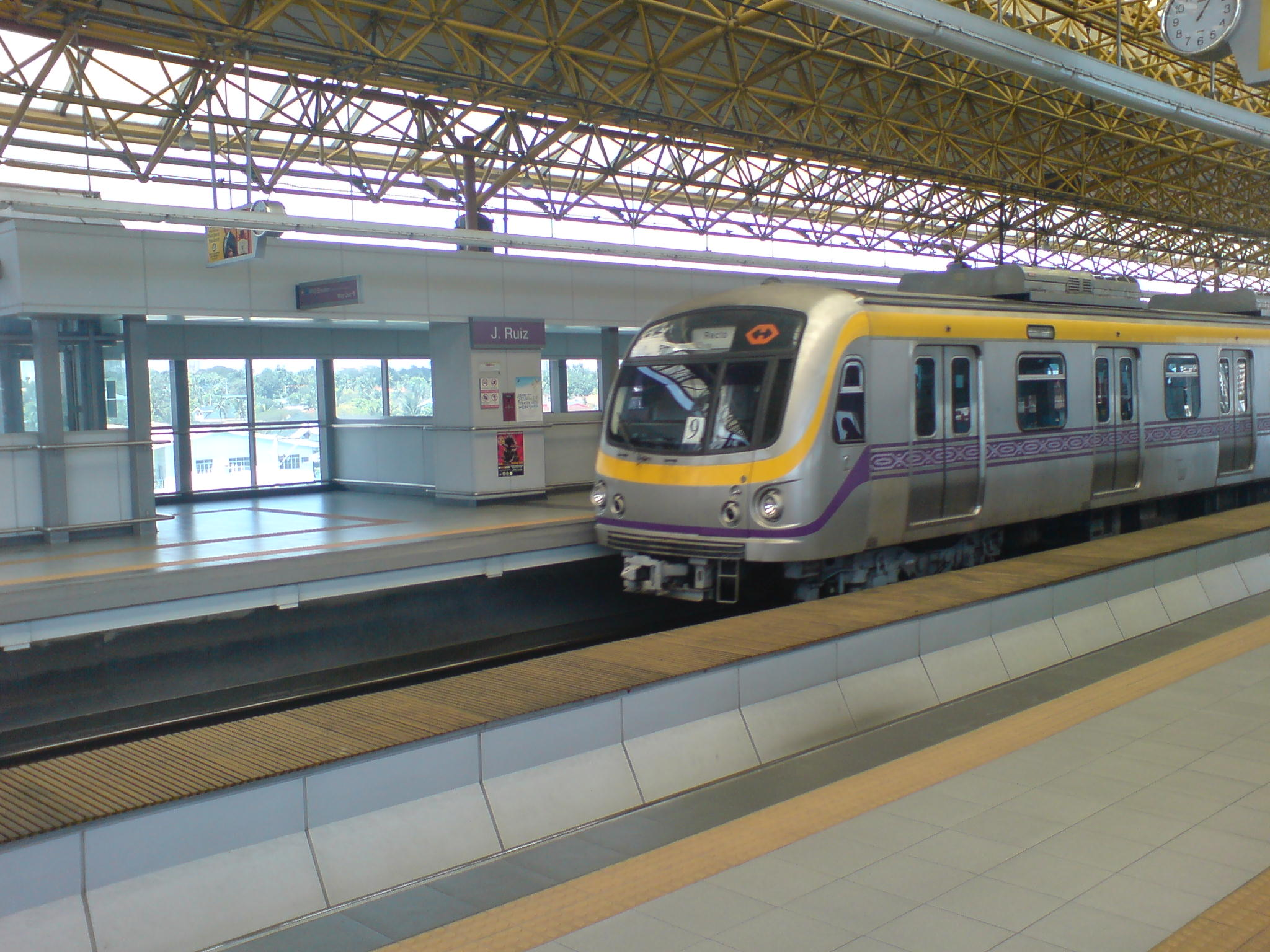
LRT2号線のJ.Ruiz駅

マニラ・ライトレール・トランジット・システム（英語: Manila Light Rail Transit System、フィリピン語: Sistema ng Magaang Riles Panlulan ng Maynila、通称：マニラLRT）はフィリピンのマニラ首都圏で運営されているライトレールシステム。ただしより大量高速輸送システム形態であるラピッド・トランジットに分類する考えもある。ライト・レール・トランジット・オーソリティ (LRTA) によって運営されている。LRT1号線とLRT2号線の2本によって構成されている。また、MRT3号線（Metro Manila Rail Transit System) はマニラ・メトロレール・トランジット・システムとして、民間出資の特別目的会社であるMetro Rail Transit Corporation (MRTC) によって建設され、フィリピン運輸省によって運営されている。主として高架鉄道となっている。

## 概要
LRT1号線は、主に南北方向の交通を担っており、全長は約20km、20の駅を持つ。当初18駅であったが、近年2駅が新たに建設され、さらにMRT3号線とループ状に繋ぐ駅を建設中である。ただし、両線のシステムの違いにより、このままでは相互の乗り入れは困難であると言われている。
LRT2号線は、主に東西方向の交通を担っており、延長は13.8km、11の駅を持つ。LRT1号線とLRT2号線は、LRT1号線Doroteo Jose駅とLRT2号線Recto駅において接しており、そこで乗換えが可能である。
また、エドゥサ通り沿いに走っているMRT3号線は、LRT1号線エドゥサ駅 (EDSA) とMRT3号線タフト・アベニュー駅、及びLRT2号線クバオ駅とMRT3号線アラネタ・センター-クバオ駅において乗り換えが可能である。

### 乗車券
2015年7月20日より非接触式ICカードen:Beep (smart card)が導入されている。
- 片道乗車券 (Single Journey Ticket)

購入当日のみ使用可能。
- チャージ式(Stored Value Ticket)

20ペソでカード自体を購入し、最低10ペソから最高10,000ペソまでチャージ可能。
LRT1号線およびLRT2号線とMRT3号線で共通で利用できるほか、マニラ首都圏の一部のバス路線、高速道路の料金所のほか、ファミリーマート、サークルK等でも利用可能な電子マネー機能を搭載している。

## 歴史
マニラ市内における軌道交通の検討は20世紀初頭から検討されてきた。アメリカ植民地時代の1905年にはマニラ電鉄電灯会社（Manila Electric Railroad And Light Company、現メラルコの前身）がマニラ市内に路面電車を走らせていたが、第二次世界大戦で運行を停止し、マニラの戦いで施設は大打撃を受けた。路面電車は以後再建されず、マニラの市内交通はジプニーが担うようになった。1960年代には市内交通の混雑が問題となり、再度公共交通機関の導入が検討されるようになった。1960年代後半にはモノレール建設計画があり、同時に1970年代初頭には日本の海外技術協力事業団（JICAの前身）により通勤鉄道や高速道路の導入提案がなされた。1970年代後半には世界銀行によりLRTの研究が行われ、現在のマニラ・ライトレールの構想が示された。
その後、ライトレールの建設が具体化する。1980年、大統領令603により、運輸省の下、LRTA（Light Rail Transit Authority）が設立された。1981年には、ベルギー政府の借款によりLRT1号線の建設が開始され、1984年に運行が開始された。LRT1号線の乗客数は、年々増加し、運行の拡大が求められるようになった。また、線路や車両の老朽化も進んだ。1994年、日本政府は、政府開発援助 (ODA) の実施機関である国際協力機構 (JICA) （当時のOECF）によって、LRT1号線増強事業を実施し、LRT1号線の整備・増強を支援することを決定した。2000年には、フェーズ2としてLRT1号線増強事業Ⅱを継続しており、これにより、近畿車輛・日本車輌製造の車両を導入。また、ベルギー製の既存車両にもエアコンを取り付けるなどして、修復整備した。
また、1996年より、日本政府はJICAを通し、メトロマニラ大都市圏交通混雑緩和事業を実施し、LRT2号線の建設を支援。この建設のために日本が支援した総額は、750億円（低金利借款）に上る。丸紅等との協力で、韓国製現代ロテム社の車両が調達された。車両自体は韓国製であるが、その電機システムは東芝であり、線路や駅も日本規格となっている。2003年に全区間の運行を開始。現在、さらに東に延伸する計画がある。
なお、1999年に運行が開始されたMRT3号線についても、住友商事等の日系企業が保守作業を支援しており、LRT1号線についても阪急電鉄や国際協力機構が支援しているほか、日本国政府や日系企業の貢献が見られる。

### 延伸

#### LRT1号線
LRT1号線バクララン駅から南に11.4kmの区間に10駅を設ける南側延伸計画(LRT-6線)があり、2012年3月に国家経済開発局に承認されている。

#### LRT2号線
LRT2号線サントラン駅から東に4.0kmの区間に2駅を設ける東側延伸計画があり、2012年9月に国家経済開発局に承認されている。
また、LRT2号線レクト駅から西に8.0kmの区間に3駅を設ける西側延伸計画がある。

### 新規路線

#### MRT7号線
LRT1号線およびMRT3号線が共用する予定のノース・アベニュー駅を起点とし、主にコモンウェルス通りに沿って北東に23kmの区間に14駅を設ける計画がある。ケソン、カローカン、およびブラカン州サンホセ・デルモンテを通る。
2016年に着工し、2020年開通予定である。
車両の製造メーカー、信号設備は現代ロテムを予定している。

#### MRT8号線
フィリピン国鉄サンタ・メサ駅を起点とし、主にショウ・ブルバードとオルティガス通りに沿って東に16.8kmの区間に13駅を設ける計画がある。マニラ、マンダルーヨン、パサイ、およびリサール州カインタ、リサール州タイタイ、リサール州アンゴノを通る。

### 経営統合
その他、MRT3号線の運営権をMRTCからLRTAに移譲し、経営統合する計画がある。

## 保有車両
車両は主にヨーロッパやアジア(日本や韓国など)で製造されたものを使用している。

### 1号線

#### 現有車両
- 1000形 - BN製
- 1100形 - 現代精工製
- 1200形 - 近畿車輛・日本車輌製造製
- 13000形 - CAF製

### 2号線
- 2000形 - 現代ロテム製